# Passerelle Simone-de-Beauvoir
Passerelle Simone-de-Beauvoir (česky Lávka Simone de Beauvoir) je lávka pro pěší a cyklisty přes řeku Seinu v Paříži. Spojuje 12. obvod na pravém břehu, kde se nachází Parc de Bercy a 13. obvod na levém, kde stojí nová budova Francouzské národní knihovny.

## Historie
Architektonickou soutěž v roce 2002 vyhrál architekt Dietmar Feichtinger (specialista na mosty, který pracuje na budoucí lávce na Mont-Saint-Michel). V říjnu 2004 byly položeny základy a v letech 2005–2006 proběhla samotná výstavba mostu. Lávka byla vyrobena v Alsasku a na lodi byla po vodních kanálech, Severním moři a Seině 30. listopadu 2005 dopravena na místo. Na konci ledna 2006 byla konstrukce usazena. V červnu 2006 proběhly statické a dynamické zkoušky a 13. července 2006 byl most za účasti Sylvie Le Bon de Beauvoir otevřen pro veřejnost. Náklady na stavbu činily 21 miliónů eur.
Původní název mostu zněl Lávka Bercy-Tolbiac (Passerelle Bercy-Tolbiac) podle čtvrtí, které spojuje. V březnu 2005 navrhl starosta Bertrand Delanoë pojmenovat lávku po spisovatelce Simone de Beauvoir.

## Architektura
Most se klene z jednoho břehu na druhý bez podpěry na vodě a je tvořen dvěma jakoby do sebe propojenými lávkami, čímž se výrazně odlišuje od ostatních starších lávek a mostů pro pěší v Paříži (Pont des Arts, Passerelle Léopold-Sédar-Senghor a Passerelle Debilly). Tvar stavby snižuje případné výkyvy. Lávku tvoří konstrukce z válcované ocele s dubovou podlahou ukotvená na obou stranách řeky v betonových základech. Na levém břehu se lávka napojuje až k přístupu do Národní knihovny, na pravém končí v parku Bercy. Měří 304 metry, je široká 12 metrů a váží 650 tun.